# Гадсден (Теннессі)
Гадсден (англ. Gadsden) — місто (англ. town) в США, в окрузі Крокетт штату Теннессі. Населення — 469 осіб (2020).

## Географія
Гадсден розташований за координатами 35°46′37″ пн. ш. 88°59′10″ зх. д. / 35.77694° пн. ш. 88.98611° зх. д. (35.776877, -88.986111).  За даними Бюро перепису населення США в 2010 році місто мало площу 2,84 км², уся площа — суходіл.

## Демографія
Згідно з переписом 2010 року, у місті мешкало 470 осіб у 194 домогосподарствах у складі 145 родин. Густота населення становила 166 осіб/км².  Було 224 помешкання (79/км²).
Расовий склад населення:
| - 81,9 % — білих - 15,5 % — чорних або афроамериканців - 0,4 % — азіатів |

До двох чи більше рас належало 1,5 %. Частка іспаномовних становила 1,7 % від усіх жителів.
За віковим діапазоном населення розподілялося таким чином: 21,1 % — особи молодші 18 років, 61,5 % — особи у віці 18—64 років, 17,4 % — особи у віці 65 років та старші. Медіана віку мешканця становила 46,3 року. На 100 осіб жіночої статі у місті припадало 99,2 чоловіків;  на 100 жінок у віці від 18 років та старших — 91,2 чоловіків також старших 18 років.
Середній дохід на одне домашнє господарство  становив 44 522 долари США (медіана — 33 393), а середній дохід на одну сім'ю — 53 512 долари (медіана — 37 500). Медіана доходів становила 37 321 долар для чоловіків та 25 000 доларів для жінок. За межею бідності перебувало 22,7 % осіб, у тому числі 36,5 % дітей у віці до 18 років та 32,2 % осіб у віці 65 років та старших.
Цивільне працевлаштоване населення становило 162 особи. Основні галузі зайнятості: виробництво — 27,2 %, освіта, охорона здоров'я та соціальна допомога — 24,7 %, будівництво — 9,3 %, науковці, спеціалісти, менеджери — 7,4 %.